# Władimir Rapoport
Władimir Abramowicz Rapoport (ros. Влади́мир Абра́мович Рапопо́рт; ur. 1907, zm. 1975) – radziecki operator filmowy. Zasłużony Działacz Sztuk RFSRR (1958). Czterokrotny laureat Nagrody Stalinowskiej (1942, 1946, 1949, 1951).
Pierwszy mąż aktorki Zoji Fiodorowej (1934–1939) oraz drugi mąż aktorki Lidji Smirnowej (do 1975).
Pochowany na Cmentarzu Wwiedieńskim w Moskwie.

## Filmografia
- 1932: Turbina 50 000
- 1936: Przyjaciółki
- 1948: Młoda gwardia
- 1958: Cichy Don
- 1974: Trzecia córka

## Nagrody i odznaczenia
- Nagroda Stalinowska II stopnia (1942) za film Frontowyje podrugi (1941)
- Nagroda Stalinowska II stopnia (1946) za filmu Ona broni ojczyzny (1943)
- Nagroda Stalinowska I stopnia  (1949) za film Młoda gwardia (1948)
- Nagroda Stalinowska I stopnia  (1951) za film Oswobożdionnyj Kitaj (1950)